# Patriziana elongata
Patriziana elongata is een halfvleugelig insect uit de familie Aphrophoridae. De wetenschappelijke naam van deze soort is voor het eerst geldig gepubliceerd in 1935 door Lallemand.